# Lisa the Boy Scout
«Lisa the Boy Scout» (titulado «Lisa la boy scout» en Hispanoamérica y «Lisa la exploradora» en España) es el tercer episodio de la trigésimo cuarta temporada de la serie de televisión animada estadounidense Los Simpson, y el 731 en total. Se emitió en los Estados Unidos en Fox el 9 de octubre de 2022. El episodio fue dirigido por Timothy Bailey y escrito por Dan Greaney.
Una antología autorreferencial, el episodio retrata a dos hackers enmascarados anónimos, que secuestran un episodio relacionado con los Boy Scouts que se está emitiendo en ese momento y rompen la cuarta pared filtrando los «argumentos» inéditos del programa. Anna Faris, Matt Friend y Megan Mullally actuaron como invitados. El episodio recibió críticas positivas. El animador Nik Ranieri ganó un Primetime Emmy Award al Mejor Trabajo Individual de Animación por su trabajo en este episodio.

## Trama
El episodio comienza con Bart preparándose para la juerga anual de los Niños Exploradores, pero se enfada y se pone celoso al enterarse de que Lisa también se ha unido a los Niños Exploradores y ya ha recibido tres insignias. De repente, dos hackers anónimos, enmascarados y con la voz modulada, secuestran la emisión y reproducen clips que pintan el programa de forma negativa o chocante. Entre estas escenas se incluye que Lenny es un producto de la imaginación de Carl, un Bart de mediana edad que viaja al primer episodio y cuenta a la familia los acontecimientos futuros para asombrar al mundo con sus predicciones, Martin siendo en realidad un hombre adulto casado y con familia que trabaja como policía encubierto en la escuela primaria de Springfield, y Homer despertando del coma tras [{Bart el temerario|su caída por el desfiladero de Springfield]]. Entre los clips «inéditos» mezclados hay clips reales sin sentido de episodios ridiculizados como «Jinetes galácticos» y «El gordo y el peludo».
Durante las pausas en los montajes, los moduladores de voz de los dos hackers dejan de funcionar, y ambos se sienten atraídos el uno por el otro, sobre todo por el acento británico del hacker masculino, y empiezan a besarse, lo que provoca que sus máscaras se caigan, revelando sus rostros al aire.
Los agentes de la ley acaban encontrando el escondite de los piratas informáticos, pero son liberados cuando los dos amenazan con filtrar impactantes clips de otras partes de The Walt Disney Company, incluyendo Pixar, Marvel, Star Wars y National Geographic, así como borrar todas las películas de Marvel de Disney+ excepto la versión de Edward Norton de The Incredible Hulk.
La escena se traslada entonces al final del episodio de los Niños Exploradores, donde Bart y Lisa, tras perderse de algún modo en el bosque durante la interrupción de la emisión, consiguen salir sanos y salvos pero asustados por la experiencia, y Homer y Marge revelan que estuvieron a punto de divorciarse por un asunto pequeño e insignificante pero que pudieron superarlo rápidamente.
Durante los créditos, los hackers han escapado de las fuerzas del orden en su motocicleta. Al detenerse en la carretera para presentarse formalmente, ambos se enteran de que comparten el mismo nombre de pila, Ashley, y los hackers se besan frente a la puesta de sol.

## Producción
El episodio se llamaba originalmente «Love, Hacktually». En una entrevista con el podcast Good One: A Podcast About Jokes, se reveló que este episodio se planteó como una versión actualizada de «22 Short Films About Springfield», y se pidió a los guionistas que propusieran tantas ideas «inservibles» como fuera posible. La representación de los hackers enamorándose surgió del empuje del productor ejecutivo James L. Brooks para que la historia fuera emotiva.
La promoción previa del episodio sólo hacía referencia a la historia de los Boy Explorers, pero destacaba el papel de Anna Faris como hacker femenina. El productor ejecutivo Matt Selman también tuiteó en directo durante el episodio como si realmente hubiera sido pirateado. La canción «Hoping for a Dream» de Matthew Sweet que se escucha durante el montaje de títulos de episodios rechazados se escuchó originalmente en el episodio «Covercraft».